# Costel Grasu
Costel Grasu (né le 5 juin 1967 à Fetești) est un athlète roumain, spécialiste du lancer du disque.

## Biographie
Il se classe 4e des Jeux olympiques de 1992, 4e des championnats du monde 1993 et 8e des championnats d'Europe 1994. Il remporte les Jeux de la Francophonie 1994 et 1997.
Son record personnel au lancer du disque est de 67,08 m, établi le 30 mai 1992 à Snagov.
Il est marié à la discobole Nicoleta Grasu.